# Sophie von Maltzan
Sophie von Maltzan es una arquitecta paisajista, jardinera, pintora, escultora, académica y ambientalista alemana-irlandesa, conocida por su trabajo en proyectos colaborativos para crear espacios verdes en entornos urbanos, principalmente en Irlanda, incluido el desarrollo de una serie de «parques de bolsillo» o jardines comunitarios. Varios de sus diseños de jardines han ganado medallas nacionales en Irlanda y apareció en un libro sobre jardineros alemanes, mientras que uno de sus proyectos de jardines comunitarios fue el tema de un capítulo de un libro sobre el concepto de arte y placemaking. También ha expuesto en exposiciones escultóricas nacionales irlandesas.

## Primeros años y educación
Sophie Elisabeth Charlotte Gräfin von Maltzan nació en Berlín en una rama principal de la familia aristocrática Maltzan. Se formó como artista en los Charles H. Cecil Studios y como jardinera en Galabau, Hamburgo, y realizó estudios de pregrado y posgrado en el Edinburgh College of Art (ECA). Durante su estancia en la ECA, pasó un año en el Instituto Nacional de Horticultura y Gestión del Paisaje de Francia, en Versalles. Completó una maestría con honores en Arquitectura Paisajista en ECA en 2003, con una disertación titulada «¿Puede la arquitectura paisajística desempeñar un papel como herramienta de comunicaciones de marketing para desarrollar o mantener una asociación positiva de marca? (¿El paisaje, el modelo emboscado? / La financiación del paisajismo mediante la publicidad.)».

## Carrera
Von Maltzan comenzó su carrera como artista a principios de la década de 2000, exponiendo autorretratos en Edimburgo y luego, tras mudarse a Irlanda alrededor de 2004, expuso una selección de pinturas en el IFSC de Dublín en 2007. También produjo acuarelas a gran escala, muchas de ellas de paisajes que había observado, almacenadas en formas plegables de «leporello», con longitudes de 1,5 a 5,5 metros o más. Tenía un estudio en la casa de Kieran y Vivienne Guinness, y algunas fotografías se vendían a miembros de la familia Guinness. Más tarde, su estudio estuvo ubicado en su apartamento en Mountjoy Square East, debajo del piso que fue la ubicación principal de la película musical Once (2007). Es miembro de Visual Artists Ireland.

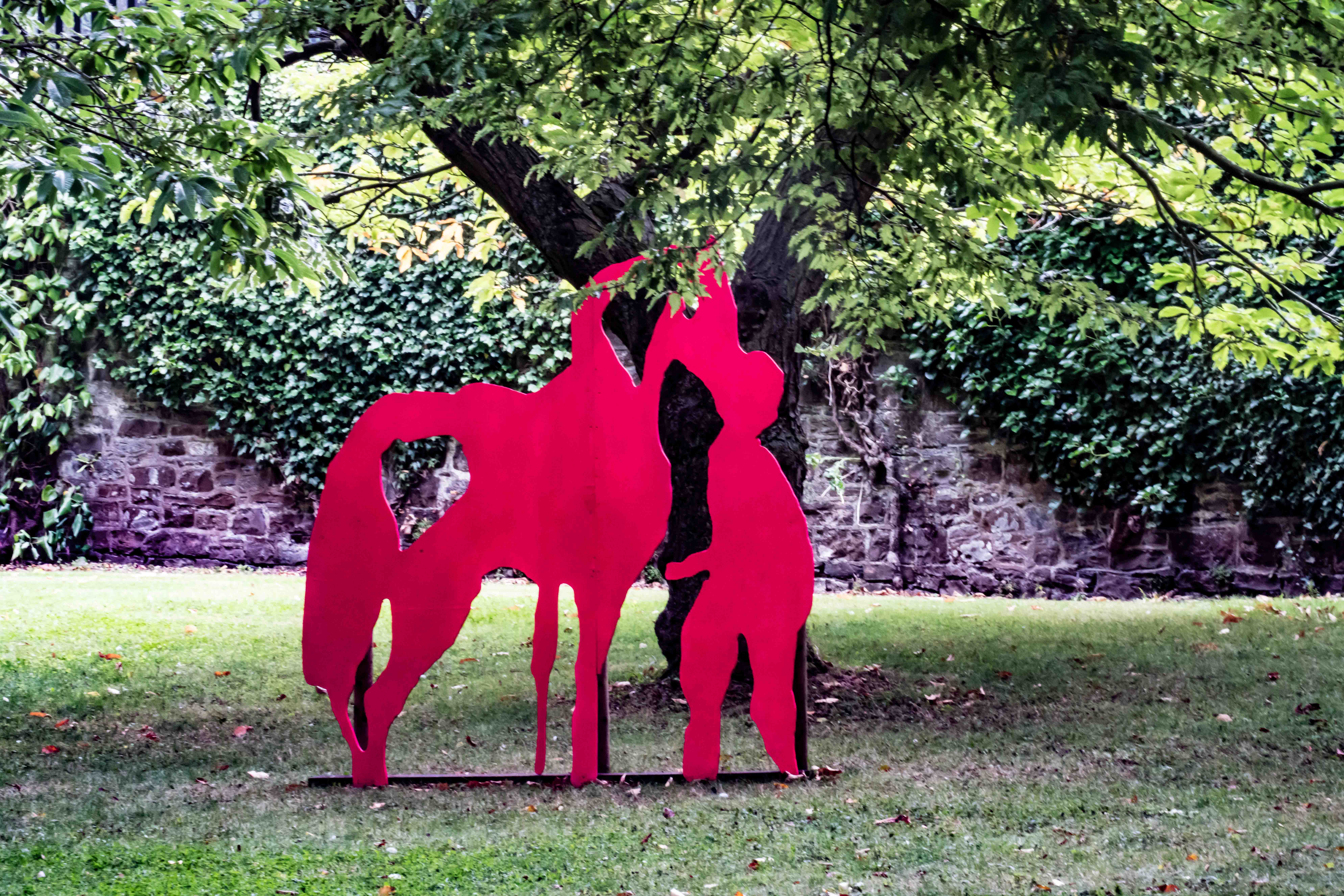
Parte de «Finglas Boys» de von Maltzan, en evento nacional Escultura en Contexto, 2015.

Von Maltzan también produce obras de escultura y en 2011 fue aceptada para exhibir una pieza en la exposición nacional anual de escultura irlandesa Sculpture in Context; también fue aceptada, con la pieza Finglas Boys, para la edición 2015 de Sculpture in Context.
Trabajó como arquitecta paisajista para la firma de arquitectura paisajista Mitchell+Associates, y luego fundó su propia práctica, Fieldwork and Strategies. Von Maltzan también ha trabajado como profesora y tutora en Arquitectura del Paisaje en la Universidad Colegio Dublín, desde al menos 2010. Sus alumnos han participado en varios de sus proyectos, con tareas fuera del campus y en la comunidad. También ha impartido un módulo sobre arte ambiental a profesores en formación de primaria.

### Diseños y proyectos

#### Diseño de jardines
Entre 2009 y 2011, cuatro de los diseños de jardines de Von Maltzan se incluyeron en el festival nacional de jardines Bloom en Dublín, con tres medallas ganadoras. En 2010 y 2011, dirigió un proyecto para estudiar la posible reutilización de los espacios que quedaron en Ballymun después de que se eliminaran los altos bloques de pisos, en el que participaron sus estudiantes de la UCD y escolares locales. En 2012, puso en marcha un proyecto para producir zonas ajardinadas para tres escuelas del centro de la ciudad de Dublín, que más tarde fue objeto de una exposición en DARC Space en North Great George's Street.

#### Parques de bolsillo y espacios verdes comunitarios

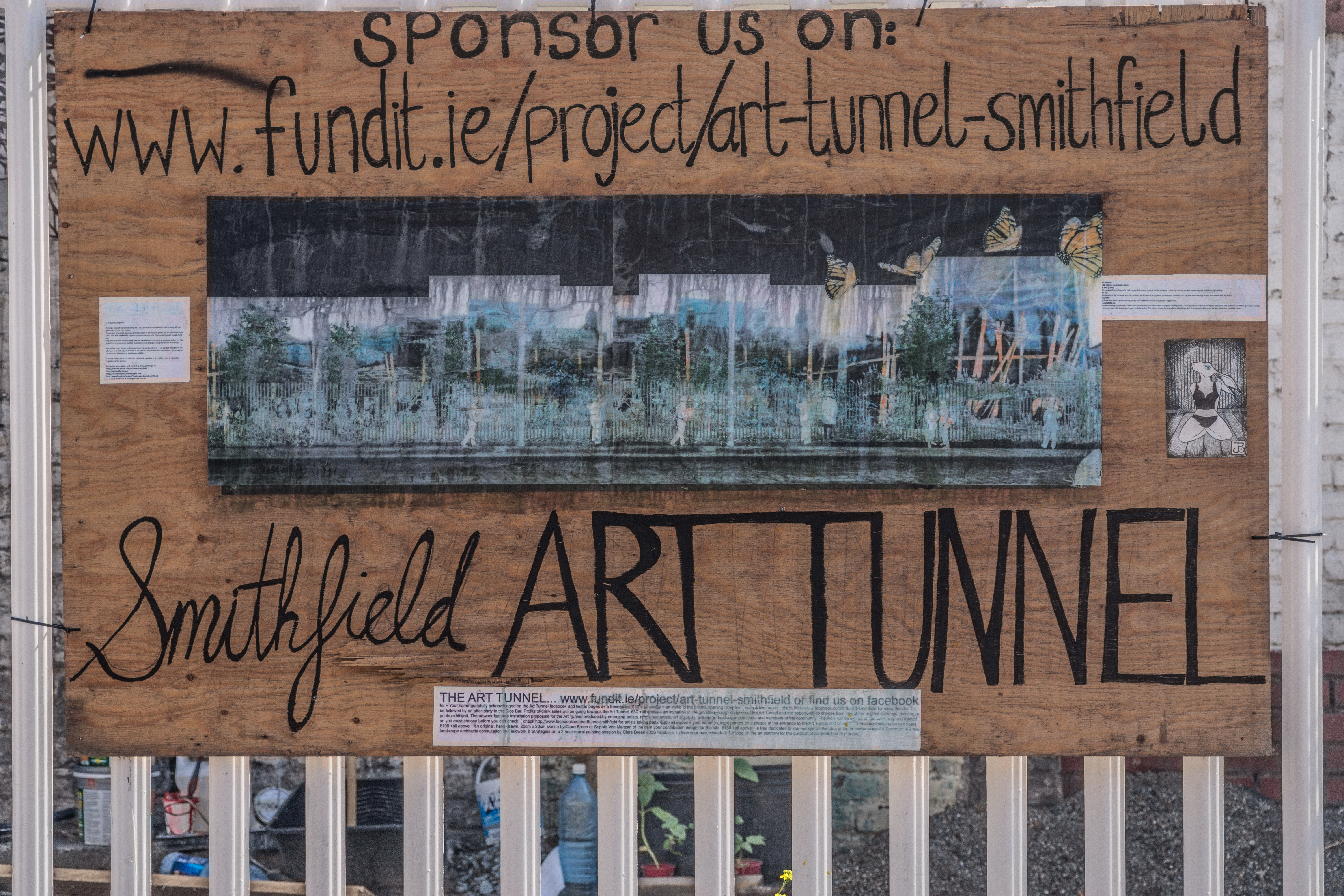
Túnel de arte Smithfield en construcción.

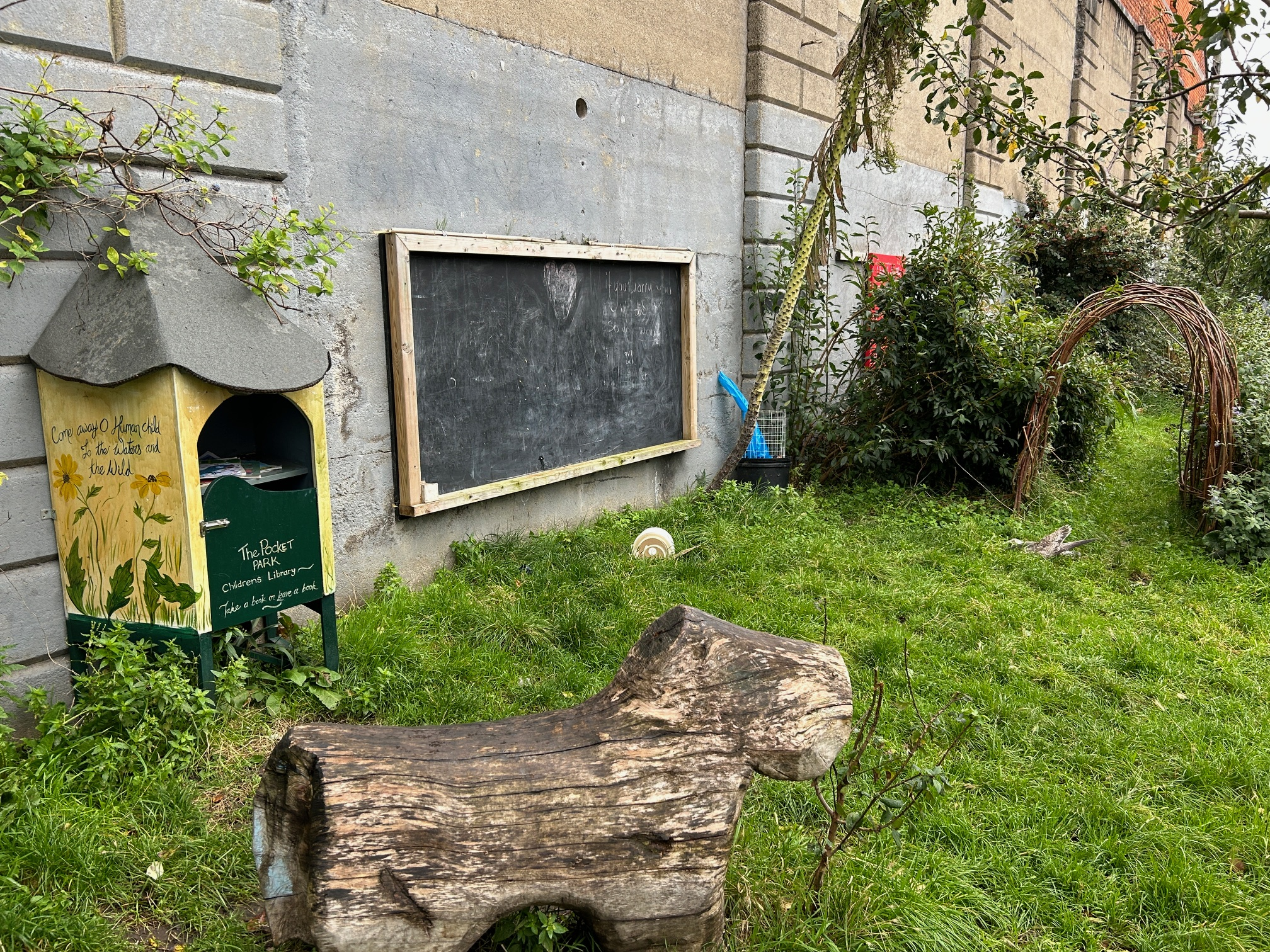
St Anne's Road Pocket Park, caja de libros y puerta de sauce.

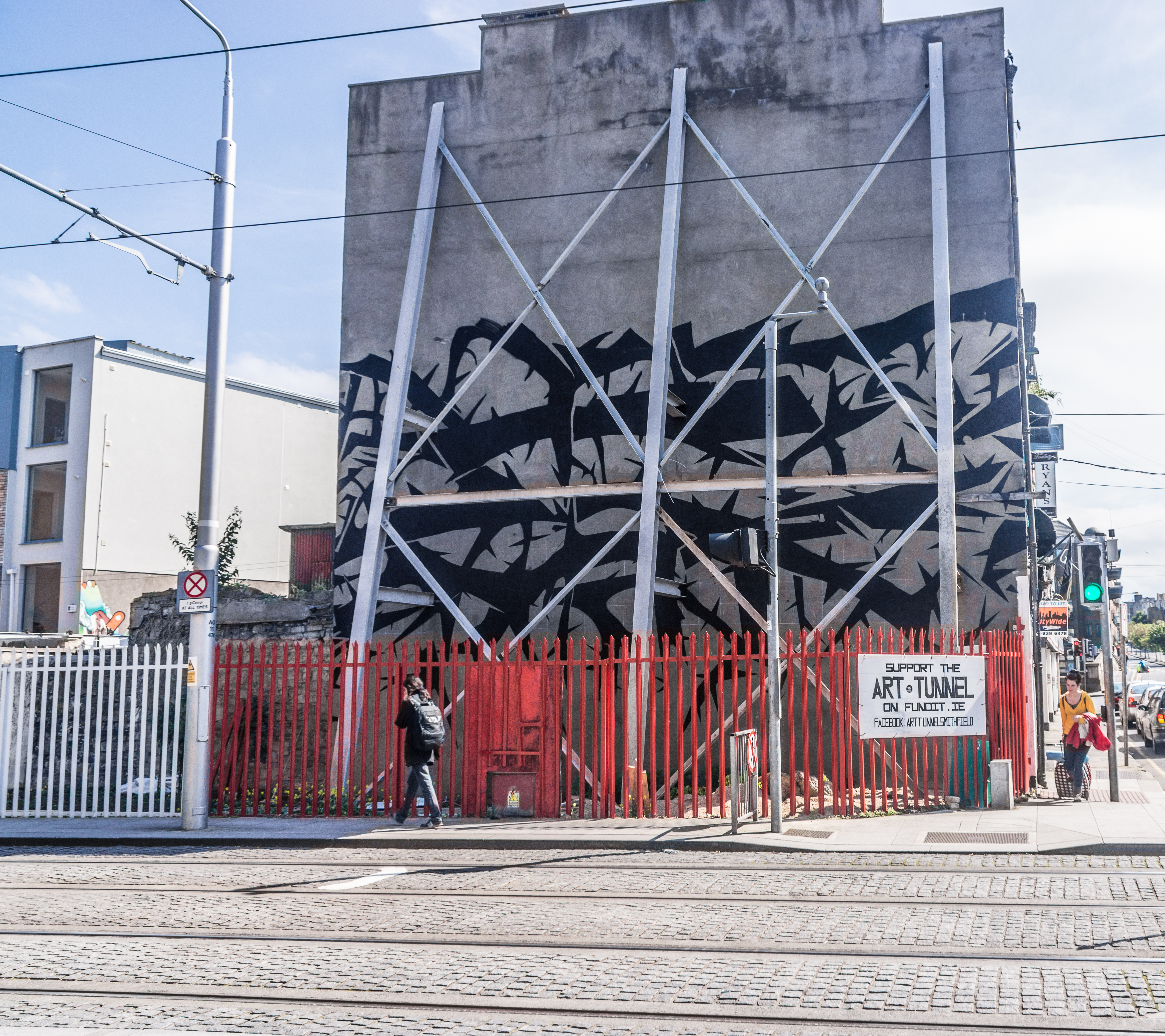
Un extremo del túnel de arte Smithfield.

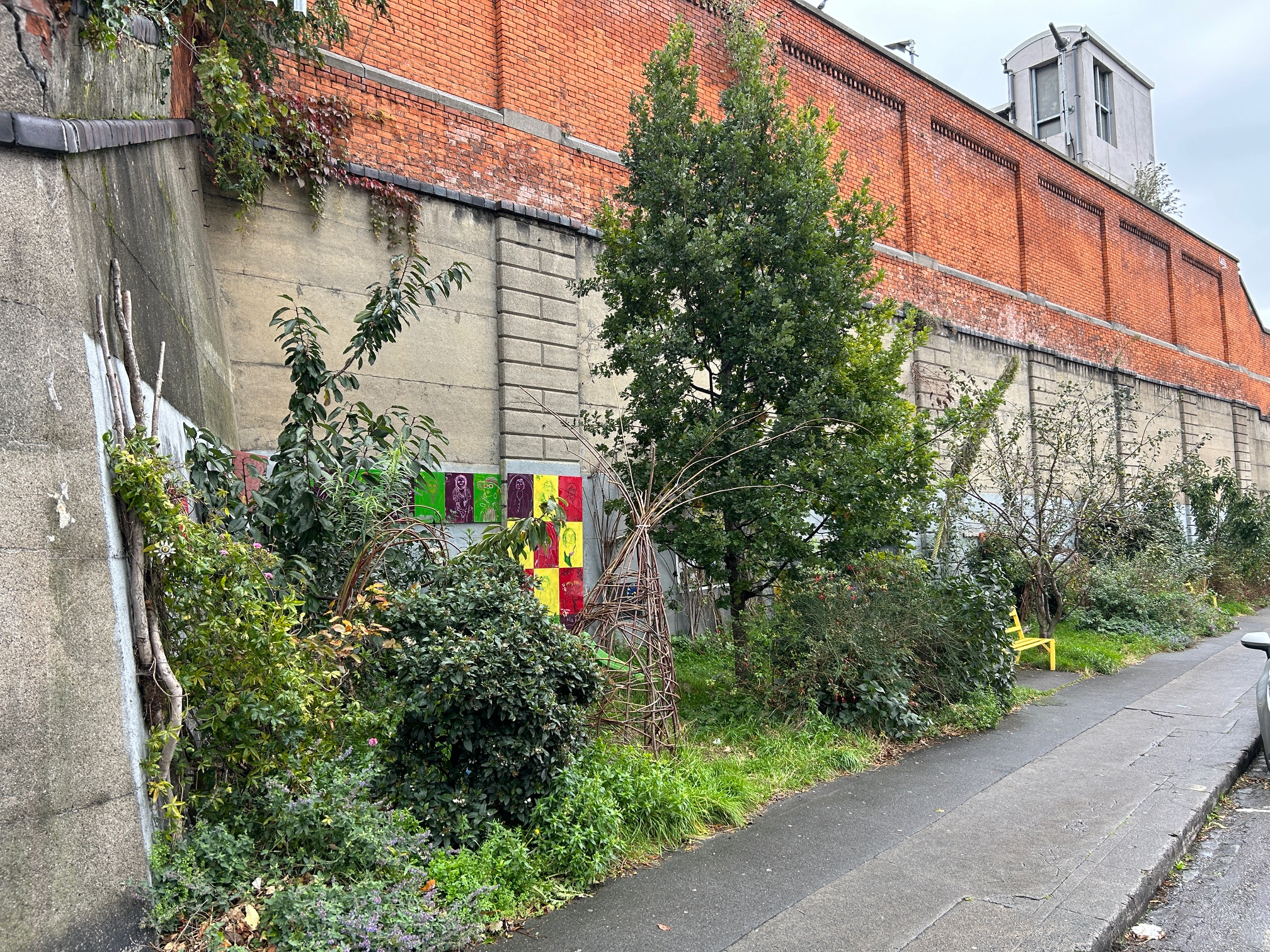
St Anne's Road Pocket Park, un extremo, mirando al este.

En 2012, inauguró el Smithfield Art Tunnel, un jardín comunitario y espacio de exhibición de arte, desarrollado con la comunidad local y otros artistas, que funcionó durante aproximadamente dos años. El proyecto fue objeto de un capítulo del texto académico de Cara Courage, Arts in place : the arts, the urban and social practice. El propietario del terreno decidió no renovar el contrato de arrendamiento del proyecto, que expiró el 10 de marzo de 2014; von Maltzan no discutió, para no asustar a otros posibles prestamistas de terrenos para proyectos similares, y el parque fue desmantelado según lo previsto.
También dirigió el proyecto Mary's Abbey Pocket Park, en una esquina de Arran Street East, que se desarrolló de 2014 a 2017, y fue diseñadora y gerente de proyecto para St. Anne's Road Pocket Park, dirigido por la comunidad en Drumcondra (2016-), proyecto en el que continuó involucrada a partir de 2022. En 2017, trabajó en planes para mejorar las instalaciones de juego en York Street, en el centro de Dublín. En 2020, fue nombrada como una de los tres artistas en el marco de un proyecto de arte comunitario de la Dublin City University, y trabajó con las aportaciones del público y de los escolares locales para formar un «microparque de bolsillo» en los terrenos del antiguo All Hallows College.

#### Proyectos de sauce
En 2016, el comité de Phibsboro Tidy Towns pidió a la práctica de von Maltzan que ayudara con un concepto conmemorativo y, después de una discusión con el Fondo Comunitario de Croke Park, se preseleccionaron cuatro ideas para proyectos artísticos locales, siendo el primero en continuar el Great Willow Weave. Este proyecto implicó la participación del público en la formación de estructuras de sauce tejidas adecuadas para el juego; von Maltzan, algunos de sus estudiantes de la UCD y más de 200 alumnos de escuelas locales construyeron las primeras 10 estructuras de juego. Las formas de sauce fueron temporales, pero se mantuvieron durante meses en 2017, y en 2018 se creó un nuevo conjunto, con más de 400 alumnos involucrados. El Real Instituto de Arquitectos de Irlanda organizó una exposición que mostraba el proyecto en 2018.
En 2021, en virtud de un contrato con la autoridad local, von Maltzan construyó estructuras de sauce con una escuela local para Bushy Park en Rathfarnham. En otoño de 2022, dirigió un proyecto de escultura de sauce para y en los terrenos del Museo Irlandés de Arte Moderno (IMMA) en Kilmainham. Las esculturas fueron desmanteladas o eliminadas unas semanas más tarde, y la última, en forma de submarino, recorrió las calles de Dublín hasta su nueva ubicación en la escuela nacional Canal Way. El proyecto IMMA se discutió posteriormente, con charlas y películas, en un evento en el Colegio Nacional de Arte y Diseño de Irlanda.

## Premios y reconocimientos
El «Jardín de Recesión-Prosperidad» de Von Maltzan ganó una medalla de plata en el festival nacional de jardines Bloom en 2009, y un premio nacional del Irish Landscape Institute el mismo año. Ganó dos medallas de plata dorada en el festival Bloom en 2011, por el diseño del jardín del Steam Museum, Straffan, y por el concepto de espacio verde, An Outdoor Gallery, que inspiró parte del posterior proyecto Smithfield Art Tunnel. También fue miembro de arquitectura paisajista del equipo detrás del proyecto de jardines y oficinas cívicas de Naas, que fue nominado para un premio de arquitectura contemporánea de la UE en 2007.
Von Maltzan también ha recibido una beca del Arts Council y ha recibido múltiples premios de financiación de las autoridades locales. Es una de las jardineras que aparecen en el libro en alemán Blumenfrauen.

## Publicación
Von Maltzan desarrolló un folleto sobre el papel de los arquitectos paisajistas y el potencial de desarrollo del sitio después de la autorización como parte de un proyecto en Ballymun; posteriormente, Ballymun Regeneración Limited lo distribuyó a las escuelas de la zona. También publicó un libro ilustrado para niños, Grumpy's Humphrey.

## Vida personal
Von Maltzan se mudó a Irlanda a mediados de la década de 2000. A principios de la década de 2010, su residencia principal estaba en Mountjoy Square, Dublín, pero a veces también residía en Berlín. En 2011 tuvo una hija. A partir de 2022, vive en Halston House, Moyvore, cerca de Moate, condado de Westmeath.